# Nevėžio upės slėnis
Nevėžio upės slėnis este o arie protejată (arie de protecție specială avifaunistică — SPA) din Lituania întinsă pe o suprafață de 1.153,6 ha, integral pe uscat.

## Localizare
Centrul sitului Nevėžio upės slėnis este situat la coordonatele 55°01′13″N 23°47′44″E / 55.0203°N 23.7956°E.

## Înființare
Situl Nevėžio upės slėnis a fost declarat arie de protecție specială avifaunistică în februarie 2022 pentru a proteja 9 specii de animale.

## Biodiversitate
Situată în ecoregiunea boreală, aria protejată nu include niciun habitat protejat.
La baza desemnării sitului se află mai multe specii protejate de  păsări (9): pescăruș albastru (Alcedo atthis), buhai de baltă (Botaurus stellaris), barză albă (Ciconia ciconia), erete de stuf (Circus aeruginosus), cristeiul de câmp (Crex crex), lebădă de iarnă (Cygnus cygnus), cocor (Grus grus), sfrâncioc roșiatic (Lanius collurio), cresteț pestriț (Porzana porzana).
Pe lângă speciile protejate, pe teritoriul sitului au mai fost identificate 1 specie de plante, 2 specii de păsări, 5 specii de mamifere, 2 specii de nevertebrate.